# Cornelis Lampsins

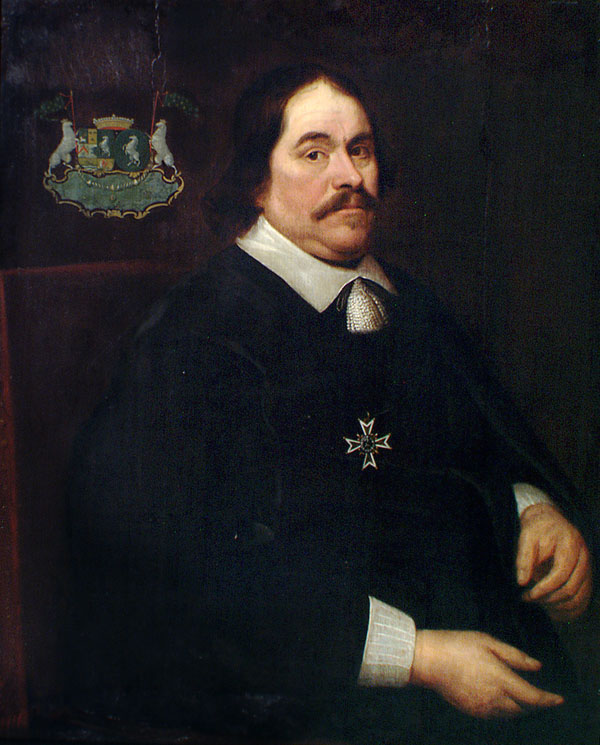
Portret van Cornelis Lampsins, baron van Tobago (1600-1664), circa 1655 door anonieme schilder, foto & collectie: Zeeuws Maritiem muZEEum te Vlissingen. NB: Op dit portret is het draagkruis van de Orde van de Heilige Michaël te zien

Cornelis Lampsins (Vlissingen, 1600 - aldaar, 1664), bewindhebber van de West-Indische Compagnie, baron van Tobago. Telg van de Zeeuwse redersfamilie Lampsins.
De gebroeders Adriaen en Cornelis Lampsins waren rijke reders en kooplieden in Vlissingen in de eerste helft van de zeventiende eeuw. De Lampsins waren aandeelhouders in De Kamer van de VOC in Zeeland en bezaten de grootste vloot in die tijd. Cornelis Lampsins werd in 1631 benoemd in de Raad van Vlissingen en van 1654 tot 1660 bekleedde hij het ambt van burgemeester.
In 1654 vestigden Zeeuwen zich aan de zuidkust van het Caraïbische eiland Tobago, dat zij Nieuw Walcheren noemden. Zij stichtten de nederzetting Lampsinsburg, het hedendaagse Scarborough. De Franse Zonnekoning Lodewijk XIV benoemde Cornelis tot baron van Tobago. Op Nieuw Walcheren woonden 1000 à 1500 kolonisten. 
Het Zeeuws Maritiem muZEEum is gevestigd in het "Lampsinshuis", dat aan de Vlissingse Nieuwendijk ligt.
- Biografisch Portaal: 89048838
- Gemeinsame Normdatei: 1020179287
- International Standard Name Identifier: 0000 0003 6762 9842
- Virtual International Authority File: 231898607
- WorldCat: E39PBJdMgfpb7DJgD9cymrcQMP